# Mylo (音楽家)
Mylo（マイロ、1978年5月10日 - ）は、スコットランドの音楽家、DJ、音楽プロデューサー。
本名はマイルス・マキネス（Myles MacInnes）。